# Confiança

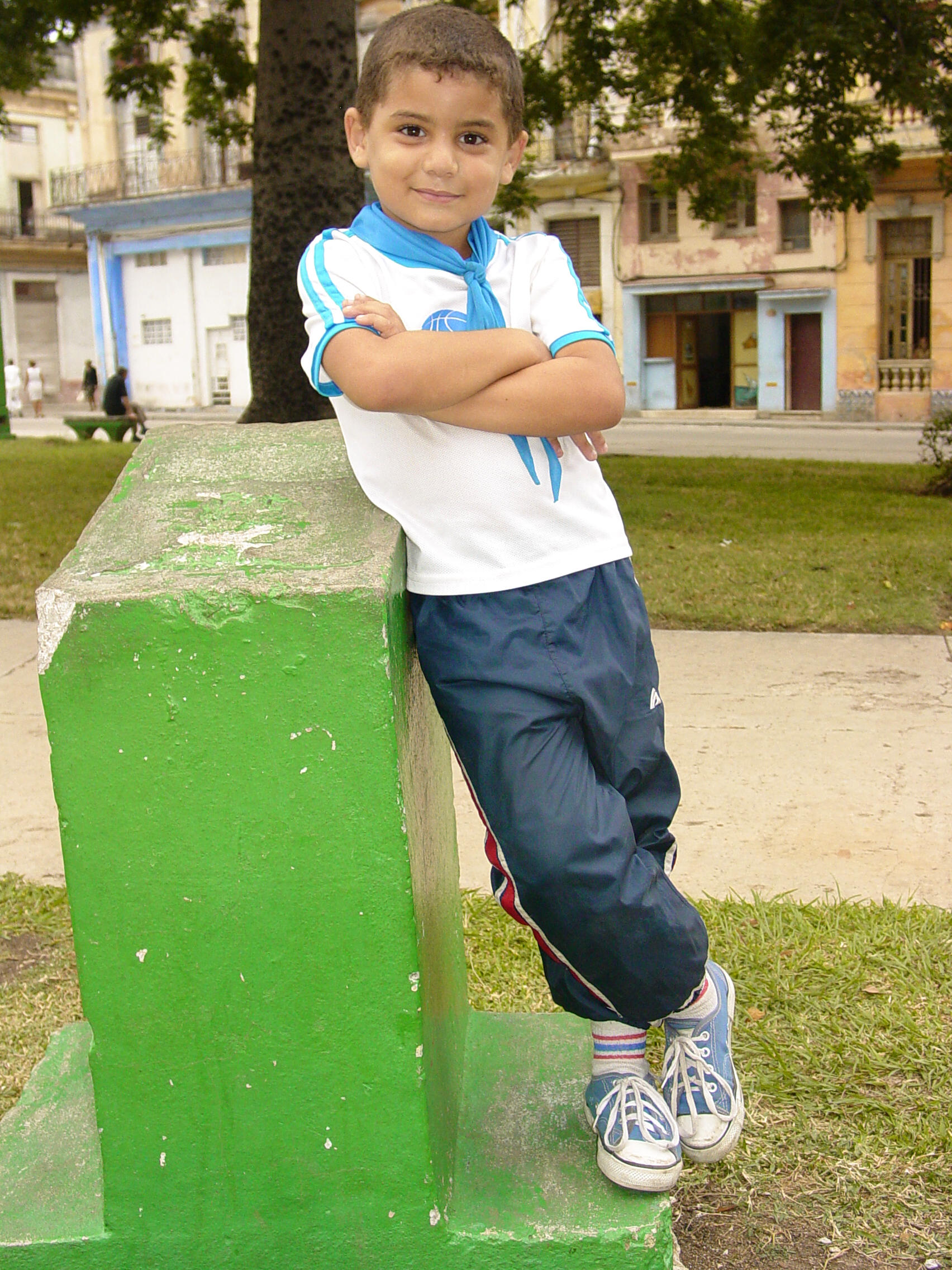
Menino em pose confiante em Centro Habana, Cuba, em dezembro de 2006.

Em psicologia, confiança pode ser entendida como "um estado psicológico que se caracteriza pela intenção de aceitar a vulnerabilidade, com base em crenças otimistas a respeito das intenções (ou do comportamento)  do outro". Pode também ser entendida como a crença na probidade moral, na sinceridade de alguém. Em sociologia e psicologia social, confiança refere-se à expectativa de que um indivíduo, grupo ou instituição atue da maneira esperada, em uma dada situação. Trata-se de uma suspensão temporal da situação básica de incerteza acerca de eventos ou ações individuais, grupais ou institucionais, mediante a suposição de que exista um certo grau de regularidade e previsibilidade desses eventos ou ações. A confiança será mais ou menos reforçada, em função de atos ou fatos.

## Surgimento

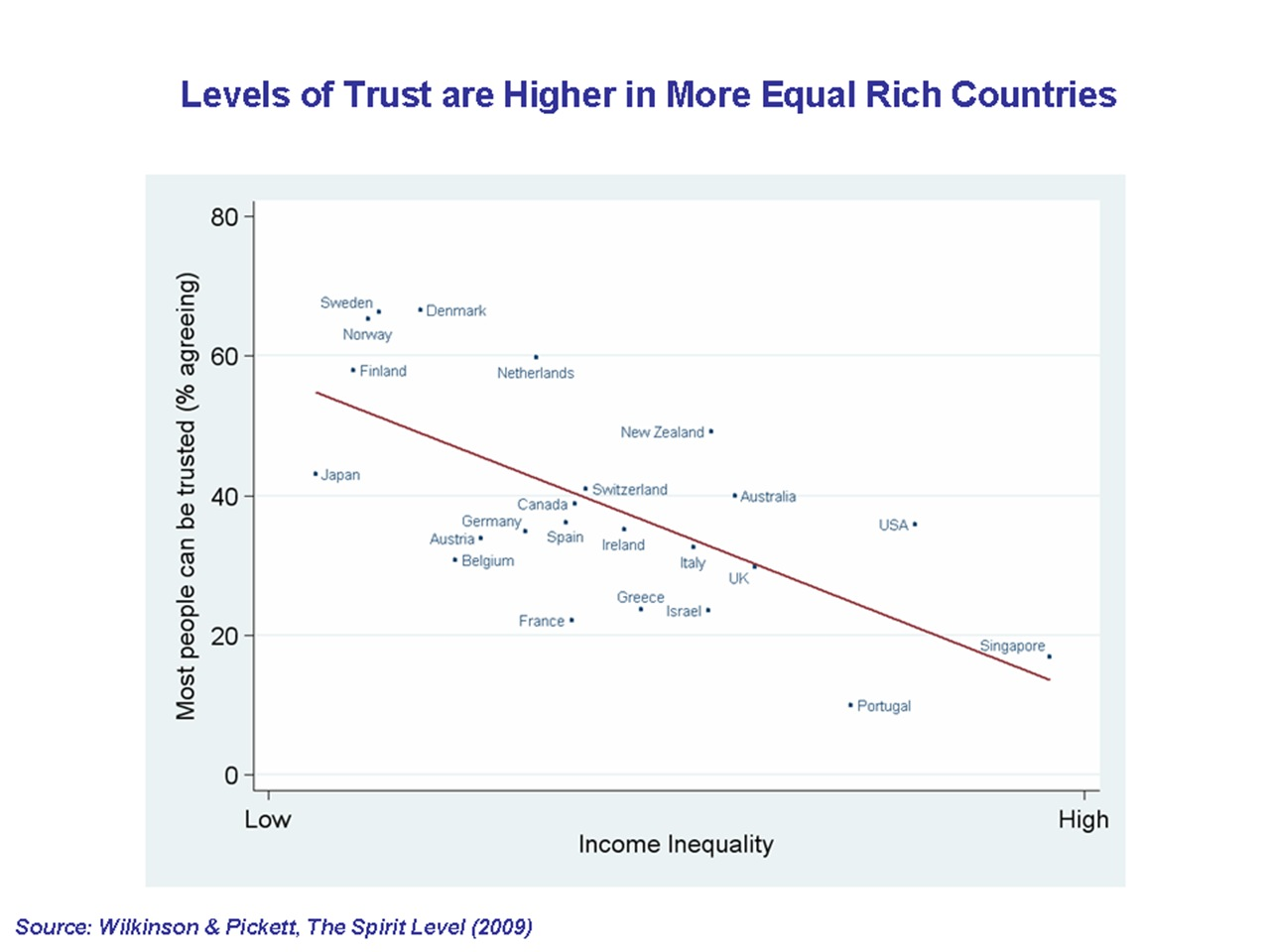
A confiança é menor nos países mais desiguais. Wilkinson e Pickett (2009).

O grau de confiança entre duas pessoas ou mais, é determinado pela capacidade que elas têm de prever o comportamento uma da outra, dentro de uma nação. Tem como base experiências passadas que corroboram um padrão esperado, valores compartilhados percebidos como compatíveis. Também é "a expectativa que nasce no seio de uma comunidade de comportamento estável, honesto e cooperativo, baseado em normas compartilhadas pelos membros dessa comunidade". Quando isso ocorre, tenho condições de prever o comportamento do outro em uma dada circunstância. Confiança é previsibilidade do comportamento e bem-estar de um país-nação.
Ao observar o comportamento de alguém, somos capazes de identificar os valores que determinam por que as pessoas se comportam de uma determinada maneira, que seria a cultura. Portanto, quando digo que confio em alguém, estou querendo dizer que: a) pertencemos à mesma comunidade de valores ou cultura, e b) sei que ele estará tão orientado para atender a meus/nossos interesses quanto eu próprio estaria se estivesse no lugar dele. Quando isso acontece, as pessoas não negociam: elas são capazes de entregar um cheque em branco e assinado.
Assim, a quantidade e a frequência das negociações podem ser indicadores de que nem tudo vai bem no país segundo Sun Tzu. Se a oportunidade de negociar pode ser um indício de relações democráticas e igualitárias, o excesso de negociações é um indicador seguro de falta de confiança porque, no limite, quando eu confio totalmente, não negocio. Assim, quanto maior o número de negociações, menor a abertura entre os interlocutores.

### Exemplo
Mesmo quando duas pessoas possuem fortes vínculos afetivos — marido e mulher, comandantes e subordinados, rei e súditos, por exemplo —, existem situações em que eles têm de negociar, porque um não confia na decisão do outro e isso não tem, em princípio, nada a ver com honestidade, mas sim com a incapacidade de prever o comportamento do outro. Um exemplo: numa sexta-feira à noite, voltando para casa, o marido está planejando ir ao cinema, pois há um filme a que ele quer muito assistir. Ao mesmo tempo, a mulher deseja ir ao teatro. Se um deles deixar a decisão nas mãos do outro - em confiança -, o desfecho será ganha/perde. Se decidirem negociar, deverão explorar os reais interesses em jogo, nos outros comportamentos entra o que se costuma chamar de corrupção. Se o que eles desejam realmente, o mesmo objetivo e/ou objetivos contrários, possivelmente cada um irá para seu lado provocando a desunião entre os casais e o caos da nação, segundo Sun Tzu Kong Fu Sen. Tecnicamente, pode-se dizer que, nesse caso, eles não confiam uns nos outros, ainda que em outras dimensões importantes do casamento/Estado a confiança seja total e irrestrita.
A rapidez na solução do impasse dependerá do grau de abertura existente entre os dois no casamento ou no caos da nação. Imagine que o marido/políticos temem abrir seus reais interesses para a mulher/povobrasileiro, com medo de magoá-la no caso da esposa e/ou escandalizar o povo brasileiro, no caso do político. Como resolver o impasse? Com abertura. Ou seja, quanto mais rápida e francamente eles revelarem o que desejam, mais facilmente poderão resolver esse problema particular e de Estado.

## Confiança em administração
A confiança, em administração, pode estar relacionada com a confiança entre as pessoas (confiança interpessoal), entre pessoas e uma organização (Confiança organizacional) ou entre organizações (Confiança Interorganizacional).
Confiança interpessoal é a aceitação de uma parte em ser vulnerável às ações de outra pessoa, com base na expectativa de que a outra pessoa terá um comportamento favorável aos objetivos e  expectativas da parte, mesmo que não tenha nenhuma forma de assegurar isso. Significa expor-se a uma situação de risco, esperando um resultado benéfico.

## Confiança em sentido jurídico
A palavra confiança tem significado especial para o Direito. Na literatura jurídica fala-se de um "princípio da confiança", desenvolvido em Portugal na obra de Carneiro da Frada e, no Brasil, por Patrícia Cândido Alves Ferreira. Haveria 2 sentidos para a confiança no Direito: uma ponte entre a boa-fé objetiva e a boa-fé subjetiva ou uma forma de proteção das expectativas legítimas de quem contrata.